# يعبوب مدي جزري

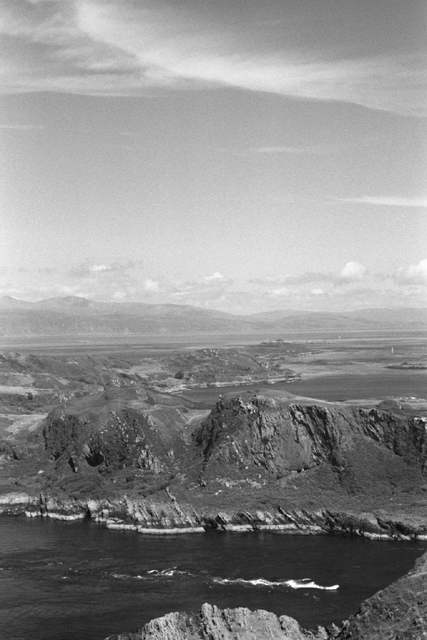
منظر إلى لونغا (خط لورن البحري) من سكاربا (إسكتلندا)، عبر اليعبوب المدي الجزري «الكلب الرمادي» في إسكتلندا

اليَعْبُوب المدي الجزري (بالإنجليزية: Tidal race) أو الجَنَادِل المدية الجزرية (بالإنجليزية: Tidal rapid) هو حدث طبيعي يمر فيه المد والجزر السريع عبر مَضاقة مما يؤدي إلى تكوين أمواج ودوامات وتيارات خطرة. يمكن أن تكون المَضاقة تضيق فيها الجوانب، مثل خليج كوريفريكان ودُردور سالتستراومن، أو عائقًا تحت الماء (شعاب مرجانية أو قاع بحر مرتفع)، كما هو الحال في يعبوب بورتلاند في المملكة المتحدة.
في الحالات المتطرفة، مثل مضيق سكوكومتشاك في كولومبيا البريطانية، والذي يمكن أن تنتقل فيه المد والجزر بسرعة تزيد عن 17 عقدة (31.484 كم/ساعة)، تتطور دوامات مائية ضخمة للغاية، والتي يمكن أن تكون خطيرة للغاية على الملاحة.